# Pirofosfato de farnesilo
Pirofosfato de farnesilo (FPP), con la fórmula química C
15H
28O
7P
2 también conocido como farnesil difosfato (FDP), es un intermediario en la vía de la HMG-CoA reductasa utilizada por organismos en la biosíntesis de los terpenos , terpenoides y esteroles .
Se utiliza en la síntesis de CoQ (parte de la cadena de transporte de electrones), así como resulta ser el precursor inmediato de escualeno (a través de la enzima escualeno sintasa), dehidrodolicol difosfato (un precursor de dolicol, que transporta las proteínas a la luz del RE por N-glicosilación ), y pirofosfato de geranilgeranilo (GGPP).

## Biosíntesis
La Farnesil pirofosfato sintasa (una prenil transferasa) cataliza una serie de reacciones de condensación secuenciales del pirofosfato de dimetilalilo con 2 unidades de pirofosfato de 3-isopentenilo para formar pirofosfato de farnesilo, como se muestra en los dos pasos siguientes:
- Pirofosfato de dimetilalilo reacciona con pirofosfato de 3-isopentenilo para formar pirofosfato de geranilo:

- El pirofosfato de geranilo a continuación, reacciona con otra molécula de pirofosfato de 3-isopentenilo para formar pirofosfato de farnesilo.

## Farmacología
Las reacciones anteriores son inhibidas por los bisfosfonatos (utilizados para la osteoporosis ).
La rabdomiólisis inducida por estatinas es causada por el agotamiento de farnesil-PPi, que conduce a un agotamiento de la CoQ en la cadena de transporte de electrones de las mitocondrias, un cofactor que se encuentra en grandes cantidades en los miocitos.

## Compuestos relacionados
- Farneseno
- Farnesol
- Pirofosfato de geranilo
- Pirofosfato de geranilgeranilo